# ProTracker

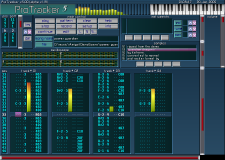
Zrzut ekranu z ProTrackera

ProTracker – program komputerowy do tworzenia muzyki. Z powodu metody wprowadzania nut i organizowania ich we frazy (w trackerach z ang. patterns), wpisuje się on w kategorię trackerów. Program został stworzony na komputer Amiga przez Amiga Freelancers i udostępniony jako public domain. Później pojawiły się podobne programy, również na inne platformy sprzętowe.
Tworzone w ProTrackerze utwory muzyczne zapisywane są w formacie MOD. Stąd wzięła się potoczna nazwa moduły (ang. modules) na określenie utworów muzycznych stworzonych przy pomocy trackerów. Jeżeli nie liczyć programów MIDI, znaczna część utworów powstałych na komputerze Amiga stworzona została przy pomocy programów typu tracker.